# Ермолово (Якутия)
Ермолово — село в Нижнеколымском улусе Республики Якутии Российской Федерации. Входит в Походский наслег.

## География
Село расположено в юго-восточной части района, на правом берегу (северная сторона) реки Колымы в 95 километрах от Черского и в 50 километрах от Походска.

## Население
| 2001 | 2002 | 2010 | 2021 |
| ---- | ---- | ---- | ---- |
| 4    | ↘0   | →0   | →0   |

## Инфраструктура
В программе социально-экономического развития Якутии предусмотрена реконструкция базы сбора икры ряпушки на участке Ермолово.